# Bénesse-Maremne
Bénesse-Maremne – miejscowość i gmina we Francji, w regionie Nowa Akwitania, w departamencie Landy.
Według danych na rok 1990 gminę zamieszkiwało 1471 osób, a gęstość zaludnienia wynosiła 79 osób/km² (wśród 2290 gmin Akwitanii Bénesse-Maremne plasuje się na 288. miejscu pod względem liczby ludności, natomiast pod względem powierzchni na miejscu 591.).